# Color esperanza
«Color esperanza» es un tema compuesto por el cantautor y compositor argentino Coti Sorokin, y popularizado por el cantautor Diego Torres, como segundo sencillo de su disco Un mundo diferente. La canción llegó a convertirse en un éxito internacional, y tanta fue su popularidad que el mismo Torres la interpretó frente al papa Juan Pablo II.
En el año 2020 se hizo una nueva versión a cargo de Sony Music Latin y el artista por motivo de la pandemia de COVID-19 en el mundo. Todos los fondos recaudados fueron donados a la Organización Panamericana de la Salud.

## Información
El contenido de la letra de la canción es básicamente de la reflexión y la esperanza de los problemas y momentos difíciles, una canción positiva con un buen ritmo. La canción fue escrita por Coti Sorokin y fue grabada entre septiembre y octubre de 2001 en los estudios Monasterio de Buenos Aires, Sonoland de Madrid y The Warehouse, Miami, donde también se realizó su mezcla.
La canción también fue interpretada en el MTV Unplugged que lanzó el artista en 2004. Y ha sido interpretada en varios concursos de talento de canto como son La academia y Objetivo Fama, entre otros. La cantante y actriz mexicana Daniela Romo también cubrió la canción para su álbum de 2008 Sueños de cabaret. En 2013, varios cantantes españoles cantaron la canción para el proyecto Por ellas, una iniciativa contra el cáncer de mama. Su versión de Color esperanza se convirtió en un éxito número uno en España, igual que la versión original.
En Chile fue cantada dos veces, una en la Teletón 2002 por los animadores y la otra en la Teletón 2015 donde el propio Diego cantó junto con otros cantantes chilenos. En 2019, él la interpretó en el festival musical en Venezuela, Venezuela Aid Live. 
En Perú, la banda de salsa Son Tentación hicieron su versión de este tema acompañadas de otras cantantes de la talla de La India, Mayra Goñi, Maricarmen Marín y Daniela Darcourt; y de la actriz Anahí de Cárdenas. 
Para 2020, esta canción fue interpretada por decenas de artistas entre los cuales están Prince Royce, Thalía, Carlos Rivera, Dani Martín, Carlos Vives, Reik, Kany García, Rubén Blades, Manuel Turizo, Camilo, Pedro Capó, Nicky Jam, Lali y el propio Diego Torres, entre muchos otros; con el objetivo de recolectar fondos y ayudar a la lucha contra el COVID-19 en América Latina y el Caribe.

## Video musical
El vídeo musical para la canción «Color esperanza» fue dirigido por Nahuel Lerena y Eduardo Pinto con quien Torres había trabajado en videos anteriores. Con un argumento sencillo, el video comienza con Torres durmiendo en una cama, donde más tarde se empieza a soñar y se encuentra en un bosque, donde el paisaje es verde con un hermoso lago, y todo gira en torno a la canción. Se estrenó el 1° de enero de 2002 por la cadena MTV.
El video musical se llevó el galardón del video de la gente sureste en los MTV Video Music Awards 2002 y a video del año en los Premios Carlos Gardel, entre otros.

## Créditos
Créditos adaptados a partir de las notas del álbum Un mundo diferente.
- Composición – Coti Sorokin, Cachorro López y Diego Torres
- Producción – Cachorro López
- Coproducción – Diego Torres
- Coros – Alexander Batista, Celsa Mel Gowland, Coti Sorokin
- Guitarra acústica – José Luis Pagán
- Arreglos, dirección en instrumentos de viento, saxofón – Ed Calle
- Programación y arreglos en bajo – Cachorro López
- Batería – Anye Bao
- Programación y arreglos en piano electrónico – Sebastián Schön
- Guitarras – Dayan Abad
- Mezclas – César Sogbe
- Asistente en mezclas – Norm Smith
- Percusión – Nicolás Arnicho
- Grabación – Norm Smith, Sebastián Schon
- Trombón – Dana Teboe
- Trompeta – Tony Concepción

## Posicionamiento en listas

### Versión original
| Lista (2002)                               | Mejor posición |
| ------------------------------------------ | -------------- |
| Argentina (top 20)                         | 1              |
| Chile (top 20)                             | 19             |
| Estados Unidos (Billboard Hot Latin Songs) | 48             |
| Estados Unidos (Billboard Latin Pop Songs) | 26             |
| Estados Unidos (Billboard Tropical Songs)  | 12             |
| Lista (2008)                               | Mejor posición |
| España (PROMUSICAE)                        | 11             |

### Versión dePor ellas
| Lista (2013)               | Mejor posición |
| -------------------------- | -------------- |
| España (Top 100 Canciones) | 1              |

## Certificaciones
| País   | Organismo certificador | Certificación    | Ventas certificadas | Ref.   |
| ------ | ---------------------- | ---------------- | ------------------- | ------ |
| España | PROMUSICAE             | Platino          | 60 000              | [ 15 ] |
| México | AMPROFON               | 2× Platino + Oro | 150 000             | [ 16 ] |